# Pole Marsowe (Paryż)
Pole Marsowe (fr. Champ-de-Mars) – rozległy park, znajdujący się w Paryżu, między wieżą Eiffla na północnym zachodzie i École militaire (szkołą wojskową) na południowym wschodzie.
Powierzchnia parku wynosi 24,5 ha.
Nazwa pochodzi od rzymskich Pól Marsowych, na których (zarówno w Rzymie, jak i Paryżu) odbywały się ćwiczenia wojskowe.
Pole Marsowe zostało przeznaczone do tych ćwiczeń w roku 1751, gdy Ludwik XV utworzył szkołę wojskową dla ludzi z biednej szlachty. Odbywały się tam różne wydarzenia rewolucyjne, a także m.in. próby lotów balonem. To właśnie tutaj świętowano zdobycie Bastylii (14 lipca 1789). Przez jakiś czas na Polu Marsowym odbywały się wystawy światowe, których główną atrakcją była wieża Eiffla. W końcu sprzedano dużą część terenu i utworzono ogród.